# نينجزيبارا
نينجيزيبارا، المعروفة أيضًا باسم إيجيزيبارا ونينجيزيبارا، كانت إلهة بلاد ما بين النهرين مرتبطة بأداة البالاغ، والتي يُفترض عادةً أنها نوع من القيثارة. يمكن اعتبارها بمثابة أداة مادية وإلهة ثانوية. وفي كلتا الحالتين، كانت مرتبطة بالإلهة إنانا. كما تم إثبات وجود صلة بينها وبين إلهة الطب جولا، ومن الممكن أنها كانت بمثابة إلهة شفاء ثانوية بنفسها.

## شخصية
من المرجح أن يعني اسم نينيجيزيبارا "السيدة المحترمة" باللغة السومرية. هناك إمكانية أخرى لترجمتها إلى "سيدة ذات نظرة نبيلة". في أوما، كان الاسم مكتوبًا بدون علامة نين، وكانت الإلهة تسمى إيجيزيبارا، "المحترمة". في النصوص من ماري، الكتابة المعتادة هي نينجيزيبارا.
كان نينيجيزيبارا اسمًا لإلهة وأدوات فردية وُضعت في عدد من معابد إنانا. كانت الآلة التي تمثلها هي البالاغ. المعنى الدقيق لهذا المصطلح السومري هو موضوع نقاش علمي، على الرغم من أنه من المقبول عمومًا أنه يشير في المقام الأول إلى نوع من الآلات الوترية. يفضل بعض المترجمين، على سبيل المثال فولفغانغ هايمبل، تفسير كلمة بالا على أنها قيثارة، لكن يوري غاباي يزعم أن الأدلة المتاحة تجعل من المرجح أنها كانت قيثارة. ويدعم هذا الاستنتاج أيضًا داليا شحاتة، التي تشير إلى أن الإشارات المحتملة إلى شخصين يعزفان على البالاج في وقت واحد تجعل من المعقول تفسيره على أنه قيثارة كبيرة قائمة وليس قيثارة. تعتمد الحجة على العكس من ذلك على قراءة علامة مسمارية قديمة تشبه القيثارة على أنها مماثلة للعلامة اللاحقة BALAG التي تشير إلى الآلة، والتي لا تزال غير مثبتة. وقد تم التعرف على القيثارات من المقبرة الملكية في أور كمثال محتمل للبالا. وقد ثبت استخدام هذه الآلة أثناء الجنازات بشكل جيد. كان البالاج أيضًا نوعًا من الصلوات المصحوبة بالموسيقى، مما أدى لاحقًا إلى استخدام المصطلح للإشارة إلى أداة أخرى مرتبطة بها، وهو نوع من الطبول يسمى ليليسو. ومع ذلك، لم يتم اعتبار نينيجيزيبارا نفسها طبلة على الإطلاق.
وقد كتب اسم المنصب الذي كان يشغله نينيجيزيبارا في بلاط إنانا بالخط المسماري GU 4 BALAG، والتي يمكن ترجمتها حرفيًا من السومرية إلى "balaĝ-bull"، على الأرجح إشارة إلى الزخارف على شكل ثور على صندوق الصوت الخاص بالآلة. ومع ذلك، كانت العلامات بمثابة كتابة لوغوغرافية للكلمة الأكادية mundalku، "المستشار" أو "الناصح". وكان المصطلح المماثل هو ad-gi 4 -gi 4، والذي يمكن أن يشير أيضًا إلى نوع من الآلهة وأداة البالاغ. يصف أوري غاباي دور الآلهة التي تم تصنيفها على أنها موندالكو بأنها "آلهة ثانوية تشارك في مداولات الآلهة العظيمة، التي تمثل الإنسانية"، ويلاحظ أنهم كانوا على الأرجح يعتقدون أنهم "يهدئون قلب الإله الغاضب"، على غرار الموسيقى المرتبطة بهم.

### كإلهة الطب
في ترنيمة غولا التي كتبها بولوتسا رابي، كان نيجيزيبارا أحد الآلهة التي تم دمجها مع إلهة الطب التي تحمل نفس الاسم. ومن الآلهة الأخرى المذكورة فيه نينتينوجا ونينكاراك وباو وأونغال نيبرو ونينسون ونينليل. يزعم ولفجانج هايمبل أنه من المستحيل أن تكون نفس الإلهة الموسيقية الإلهية هي المقصودة في هذا المقطع. ومع ذلك، وكما أشارت جوان جودنيك ويستنهولز، ارتبطت نينيجيزيبارا بكل من إنانا (تحت اسم نينيبجال) ولكن أيضًا مع جولا في أوما، حيث شاركت في موكب كلتا الإلهتين إلى زابالام. اقترحت أن هذا قد يكون علامة على أن الارتباط بينها وبين جولا له تاريخ طويل. تعتقد باربرا بوك أيضًا أنه من المحتمل أن يكون هناك نينيجيزيبارا واحد فقط، مرتبط بكل من إنانا وجولا. وتشير إلى نبات طبي، بوشانو، كان يُطلق عليه أيضًا اسم "كلب نينيجيزيبارا". وقد ثبت ارتباطه بجولا بشكل جيد،  ويمكن أن يطلق عليه أيضًا "كلب جولا". كان اسمها مرادفًا لكلمة تشير إلى مرض، على الأرجح الخناق. يشير بوك أيضًا إلى أن نينيزيجيبارا موثق أيضًا بالارتباط بإلهة طبية أخرى، نينيسينا، الإلهة الوصية على إيسين، والتي تتداخل حاشيتها إلى حد ما مع حاشيتها مع إنانا.  لقد بُذلت محاولات لإثبات أن نينيجيزيبارا كانت في الأصل تنتمي إلى دائرة نينيسينا وليس إنانا، ولم ترتبط بالأخيرة إلا من خلال التوفيق بين هاتين الإلهتين، ولكن الأدلة التي تدعم هذا الاقتراح محدودة.

## يعبد
كان نينيجيزيبارا يُعبد بشكل رئيسي في أوروك وأوما. وفي المدينة الأخيرة، شاركت في موكب إنانا (المشار إليها محليًا باسم نينبجال) إلى زبالام القريبة. ومن المعروف أيضًا في هذه المدينة إشارة إلى نينيجيزيبارا (تحت اسم إيجيزيبارا) وهو يتلقى القرابين في معبد شارا ، الإله الوصي المحلي. كما تم إثباتها أيضًا بالاسم الإلهي أور-إيجيزيبارا.
تذكر قائمة العروض من أوروك نينجييزيبارا إلى جانب نانايا وبوابات معبد إنانانا. خلال مهرجان أكيتو الذي أقيم في أوروك في العصر السلوقي، كانت من بين الآلهة الذين شاركوا في موكب بقيادة عشتار. ومن بين المشاركين الآخرين فيها نينسون، ونينسيانا، ونانايا. وفقًا لجوليا كرول، من المستحيل معرفة ما إذا كانت عبادة نينيجيزيبارا عنصرًا مستمرًا في دين أوروك. وترى أنه من المرجح أن الكهنة النشطين في أواخر الألفية الأولى قبل الميلاد قدموا أو أعادوا تقديم العديد من الآلهة الثانوية من قوائم الآلهة مثل أنوم إلى آلهة المدينة كجزء من الجهود المبذولة لإعادة هيكلة حاشية عشتار لجعلها كاملة لاهوتيًا قدر الإمكان. يشير أوري غاباي إلى أنه لا يوجد أيضًا ما يشير إلى أنها كانت لا تزال تُفهم على أنها أداة مُقدسة في هذه الفترة. نينيجيزيبارا غائبة عن السجلات من العصر البابلي الحديث، مثل أرشيف إينا. وهي غائبة أيضًا عن النصوص القانونية والأسماء الثيوفورية من أوروك السلوقية.
ومن المعروف أيضًا بعض الشهادات عن نينيجيزيبارا من مدن أخرى في بلاد ما بين النهرين القديمة. تنص صيغة السنة من السنة الحادية والعشرين من حكم إبي سين في أور على أنه "صمم البالاغ (الإلهي) نينيجيزيبارا" لإنانانا. كما تم ذكر قربان لنينيجيزيبارا والإلهة نينمي ("سيدة المعركة")، والتي ربما كانت لقبًا لإنانا، في وثيقة من عهد سومو-إل يُفترض أنها نشأت في لارسا. تشير قائمة مؤن الشعير من سيبار أمنانوم إلى أن نينيجيزيبارا كان يُعبد أيضًا في هذه المدينة. وهي مدرجة بعد Annunitum و Ulmašītum و Inanna. كما تم توثيق وجودها أيضًا غرب بابل، في ماري وتوتول في سوريا الحديثة. وفي المدينة الأخيرة، كانت الآلة التي يشار إليها باسم "نينغيزيبارا" مغطاة بأربعة أرطال من الفضة وخمسة شواكل من الذهب. في ماري، بالإضافة إلى النصوص الدينية، تم توثيقها أيضًا في تمرين مدرسي يسرد العديد من الآلهة التي تبدأ أسماؤها بعلامة نين. وهي مقترنة فيه مع نينداجالزو، وهي إلهة موسيقية مماثلة أخرى، مرتبطة بنينجال وليس إنانا.

## في الأدب الرافديني
تظهر نينيجيزيبارا في أغنية البالاغ "أورو-أما'يرابي"، والتي تم أداؤها على الآلة التي تحمل اسمها في ماري خلال طقوس مخصصة لعشتار. تصف كلمات الأغنية كيف علمت إنانا بانتهاك المقدسات الذي حدث في سريرها أثناء غيابها. وقد قيل أنه على الرغم من أنه معروف من موقع في الغرب، إلا أنه على الأرجح يعكس الرحلة الطقسية لإنانا ونينيجيزيبارا الموثقة في نصوص من أوما. في الأغنية يظهر نينيجيزيبارا إلى جانب نينمورور. كلاهما موصوفان كمستشاري إنانا ( ad-gi 4 -gi 4 ). تظهر نينمورور (بالسومرية: "السيدة التي تجمع كل ما لدي") أيضًا بجوار نينيجيزيبارا وإلهة ثانوية أخرى من حاشية إنانا، نينكينونا، في قائمة آلهة إيسين.
في نسخة متأخرة واحدة من كتاب أورو-أمايرابي، يشير تفسير أكادي إلى نينيجيزيبارا باعتباره إلهًا ذكرًا؛ وفي وقت لاحق في نفس المخطوطة يتم تحديده باعتباره زوج إنانا. يرى ولفجانج هايمبل أن هذه الشهادة دليل مشكوك فيه على اعتبار نينيجيزيبارا ذكرًا، حيث تشير المقالة في مكان آخر إلى دوموزي باعتباره زوج إنانا، وتُرجمت علامة نين في اسم نينيجيزيبارا إلى إيميسال على أنها غاشان المؤنث. ومع ذلك، فإنه يذكر أيضًا أن إيجيزيبارا موثق كاسم ذكري في الألفية الثالثة قبل الميلاد، وحتى فترة أور الثالثة، وأن أحد نقوش كوديا يشير إليه باسم إيجيزيبارا نانشي.

## ملحوظات
1. ↑  While the healing goddesses of the Mesopotamian pantheon - Ninisina, Gula, Nintinugga and Ninkarrak - were initially separate deities,[22] they were at times either partially conflated or treated as equivalents of each other.[23]

### فهرس
- Asher-Greve، Julia M.؛ Westenholz، Joan G. (2013). Goddesses in Context: On Divine Powers, Roles, Relationships and Gender in Mesopotamian Textual and Visual Sources (PDF). Academic Press Fribourg. ISBN:978-3-7278-1738-0. مؤرشف من الأصل (PDF) في 2025-06-03.
- Böck، Barbara (2014). The healing goddess Gula: towards an understanding of ancient babylonian medicine. Leiden, Netherlands. ISBN:978-90-04-26146-4. OCLC:868971232. اطلع عليه بتاريخ 2022-05-31.{{استشهاد بكتاب}}:  صيانة الاستشهاد: مكان بدون ناشر (link)[وصلة مكسورة]
- Cavigneaux, Antoine; Krebernik, Manfred (1998), "Nin-me-urur", Reallexikon der Assyriologie (بالألمانية), Retrieved 2022-05-31
- Gabbay، Uri (2014). "The Balaĝ Instrument and Its Role in the Cult of Ancient Mesopotamia" (PDF). Music in Antiquity. Walter de Gruyter GmbH. ص. 129–147. DOI:10.1515/9783110340297.129. ISBN:978-3-11-034026-6.
- Heimpel، Wolfgang (1998)، "Ninigizibara I and II"، Reallexikon der Assyriologie، اطلع عليه بتاريخ 2022-05-31
- Heimpel، Wolfgang (2016). "Balang-Godspublisher=Harvard University Press". في Franklin، John Curtis (المحرر). Kinyras: the Divine Lyre. Washington, DC. ISBN:978-0-674-97232-2.{{استشهاد بكتاب}}:  صيانة الاستشهاد: مكان بدون ناشر (link)
- Krul، Julia (2018). The Revival of the Anu Cult and the Nocturnal Fire Ceremony at Late Babylonian Uruk. Brill. DOI:10.1163/9789004364943. ISBN:9789004364936. مؤرشف من الأصل في 2024-12-26.
- Nicolet، Grégoire (2022). "Old Babylonian god-lists in retrospect: A new edition of TH 80.112". Syria. OpenEdition ع. 99: 9–78. DOI:10.4000/syria.14285. ISSN:0039-7946.
- Shehata, Dahlia (2017). "Eine mannshohe Leier im altbabylonischen Ištar-Ritual aus Mari (FM 3, no. 2)". Altorientalische Forschungen (بالألمانية). Walter de Gruyter GmbH. 44 (1). DOI:10.1515/aofo-2017-0008. ISSN:2196-6761. S2CID:164943659. Archived from the original on 2024-12-08.
- Waetzoldt, Hartmut (2014), "Umma A. Philologisch", Reallexikon der Assyriologie (بالألمانية), Retrieved 2022-05-31